# Carlos Garfias Merlos
Carlos Garfias Merlos (Tuxpan, 1 de enero de 1951) es un sacerdote y arzobispo católico mexicano, que se desempeña como 9° arzobispo de Morelia. Fue vicepresidente de la Conferencia del Episcopado Mexicano en el trienio 2018-2021.

## Biografía

### Primeros años y formación
Carlos nació el día 1 de enero de 1951, en Tuxpan, Michoacán, México.
Estudió Humanidades, Filosofía y Teología en el Seminario de Morelia. 
Obtuvo los grados de Maestría y Doctorado en Psicoterapia y Espiritualidad en la Universidad Intercontinental. 

### Sacerdocio
Su ordenación sacerdotal fue el 23 de noviembre de 1975, para la Arquidiócesis de Morelia.
En esa misma circunscripción eclesiástica se incardinó.

## Episcopado

### Obispo de Ciudad Altamirano
El 24 de junio de 1996, el papa Juan Pablo II lo nombró 5° Obispo de Ciudad Altamirano.

#### Ordenación episcopal
Fue consagrado el 25 de julio de 1996, en la Catedral de San Juan Bautista, a manos del por entonces Nuncio Apostólico en México, Girolamo Prigione. 
Sus co-consagrantes fueron su predecesor y el por entonces Arzobispo de Morelia, Alberto Suárez Inda y el por entonces Arzobispo de Acapulco, Rafael Bello Ruiz.

#### Cargo en el Obispado
- Presidente de la Comisión Episcopal de Pastoral Juvenil, de la CEM (1997 – 2000) y la responsabilidad como Vocal de la Comisión Episcopal de Pastoral Familiar y como representante de la Región Pastoral Sur.

### Obispo de Nezahualcóyotl
El 8 de julio de 2003, el papa Juan Pablo II lo nombró 3° Obispo de Nezahualcóyotl. 

#### Toma de posesión canónica
Tomó posesión del Obispado, el 2 de agosto de ese mismo año. 

#### Cargo en el Obispado
- Vocal de las Comisiones Episcopales del Clero y de Pastoral Familiar de la CEM (2004 – 2006).
- Representante de la dimensión pastoral del Trabajo de la Comisión Episcopal para la Pastoral Social de la CEM (2007 – 2009).

### Arzobispo de Acapulco
El 7 de junio de 2010, el papa Benedicto XVI lo nombró como 4° Arzobispo de Acapulco. 
El 29 de junio de 2010, en la Solemnidad de los Apóstoles San Pedro y San Pablo, en una ceremonia en la Basílica Papal de San Pedro, recibió la imposición del palio arzobispal  de manos del entonces sumo pontífice el papa Benedicto XVI.

#### Toma de posesión canónica
Tomó posesión del Arzobispado, el 24 de julio de ese mismo año. 

#### Cargo en el Arzobispado
- 1.er Vocal del Consejo de Presidencia de la CEM (2016 – 2018).

### Arzobispo de Morelia
El 5 de noviembre de 2016, el papa Francisco lo nombró 9° Arzobispo de Morelia.
El 25 de enero del 2025, el papa Francisco, como su coadjutor al obispo de Tampico Monseñor José Álvarez Cano, como manera de preparación para que lo sustituya en el 2026, cuando llegue a la edad permitida por el Derecho Canónico, que es los 75 años de edad.

#### Cargo en el Arzobispado
- Vicepresidente de la CEM (2018 – 2021).

Ha destacado por su compromiso solidario en favor de la paz y por su servicio pastoral cercano a las víctimas de la violencia.
Además de español, habla inglés y francés.